# Il tiranno dei mondi
Il tiranno dei mondi (The Stars, Like Dust) è un romanzo di fantascienza del 1951 di Isaac Asimov. Il romanzo segna il decollo dell'autore nella narrativa fantascientifica di grande portata. Scritto all'inizio degli anni cinquanta, dopo varie bozze di romanzi rifiutate dall'editore Walter Bradbury, il manoscritto de Il tiranno dei mondi venne infine accettato e pubblicato nel 1951.
La sua collocazione cronologica all'interno del ciclo dell'Impero è a tutt'oggi difficile da stabilire. I fatti di questo libro sono indubbiamente precedenti a Le correnti dello spazio e a Paria dei cieli, ma come Asimov stesso stabilisce nella prefazione di Preludio alla Fondazione, Il tiranno dei mondi dovrebbe essere il secondo, nell'ordine di successione interna del ciclo.

## Trama
Biron Farrill è il figlio dell'ex-governatore del pianeta Widemos, arrestato dai Tirannici, dominatori dei Regni Nebulari, in cui è compreso anche Widemos, per avere cospirato contro la loro supremazia militare. Biron è vittima mancata di un attentato con bomba a radiazioni sulla Terra. Un suo conoscente di nome Sander Jonti lo informa dell'arresto e dell'esecuzione del padre e lo esorta a lasciare urgentemente l'università della Terra, in cui studiava, per evitare di essere a sua volta arrestato dai Tirannici, che hanno agenti su molti mondi anche al di fuori dei loro domini. 
Jonti gli consiglia di andare sul pianeta di Rhodia, governato da un uomo giudicato stupido e servile: Hinrik. Quest'ultimo, secondo Jonti, è colui che ha denunciato suo padre ai Tirannici. Effettivamente i Tirannici, guidati dal commissario politico Aratap, arrivano alla corte di Rhodia e cercano di arrestare Biron. Tuttavia quest'ultimo riesce a fuggire con il cugino di Hinrik, Gillbret, e la figlia del governatore, Artemisia, rubando l'astronave del commissario Aratap. Gillbret racconta poi agli altri due passeggeri dell'astronave la sua storia su un pianeta che preparava in segreto una ribellione per attaccare i Tirannici, dominatori del settore. Egli, vent'anni prima, era capitato per sbaglio su questo pianeta, dopo un incidente che aveva ucciso i piloti Tirannici del "Succhiatore di sangue", un veicolo spaziale sul quale viaggiava. Gli abitanti del pianeta l'avevano lasciato in vita e, dopo averlo narcotizzato per impedirgli di scoprire l'esatta localizzazione del loro mondo, l'avevano riportato su Rhodia. Gillbret ha atteso per anni di poter lasciare Rhodia per cercare quello che chiama "il Mondo della Rivolta", dato che sui pianeti dominati dai Tirannici è proibito imparare a pilotare un'astronave: Biron sa farlo perché ha studiato sulla Terra.
L'astronave pilotata da Biron, intanto, si dirige verso Lingane, che, ipotizza Gillbret, potrebbe essere il pianeta della resistenza (essendo l'unico dei Regni Nebulari ad avere mantenuto una certa indipendenza dai Tirannici). Qui Biron, Gillbret e Artemisia incontrano Sander Jonti, che si rivela essere in realtà l'Autarca del pianeta. Jonti, che sta preparando a sua volta una rivolta contro i Tirannici, afferma di non essere in contatto diretto con il "Mondo della Rivolta", ma dice di avere un'ipotesi in base alla quale il pianeta della resistenza si trova nella Nebulosa Testa di Cavallo, e invita i tre a seguirlo per cercarlo. Nel corso della ricerca, tuttavia, su un pianeta disabitato, Jonti cerca di uccidere Biron, ma questi viene salvato dal secondo di Jonti, Rizzett. Si scopre infine che il vero traditore non era Hinrik, ma Jonti, che aveva fatto uccidere dai Tirannici il padre di Biron perché era troppo popolare e minava la sua autorità tra i ribelli. Il commissario Aratap, che ha seguito fin dall'inizio la spedizione grazie a un localizzatore collocato sull'astronave rubata, sbarca sul pianeta deserto con una flotta di astronavi Tiranniche e imprigiona tutti, poi prosegue la ricerca del pianeta ribelle per distruggerlo. Ma al termine della ricerca si scopre che il pianeta non si trova tra i mondi, situati all'interno della Nebulosa, di cui Jonti aveva le coordinate stellari e Aratap conclude che il "Mondo della Rivolta" non esiste ed è solo una fantasia o un'allucinazione di Gillbret. Jonti, passato al nemico, viene poi ucciso per vendetta da Rizzett, e a questo punto Aratap lascia Biron e Artemisia liberi di tornare su Rhodia, dato che, morto l'Autarca, l'apparente centro di ribellione, Lingane, è stato reso inoffensivo. In un colpo di scena finale Biron rivela che Hinrik, in realtà forte, determinato e per niente stupido, recitava da anni una parte ed era il capo del "Mondo della Rivolta ", che si scopre essere proprio Rhodia.

## Personaggi principali
- Biron Farrill - figlio del Governatore di Widemos
- Sandor Jonti - Autarca di Lingane
- Tedor Rizzett - colonnello dell'esercito di Lingane
- Hinrik V - Governatore di Rhodia
- Artemisia - sua figlia
- Gillbret - suo cugino
- Simok Aratap - commissario politico dei Tirannici
- Andros - maggiore della polizia dei Tirannici

## Edizioni
- Isaac Asimov, The Stars, Like Dust, Doubleday, 1951.
- Isaac Asimov, Il tiranno dei mondi, traduzione di Pietro Leoni, Urania n° 3, Arnoldo Mondadori Editore, 1953,  p. 84.
- Isaac Asimov, Il tiranno dei mondi, collana Urania, Copertina di Karel Thole, Milano, Mondadori, 1968,  p. 164.
- Isaac Asimov, Stelle come polvere, traduzione di Pietro Leoni, collana Cosmo Oro n° 3, Editrice Nord, 1972, ISBN 88-429-0300-0.
- Isaac Asimov, Il tiranno dei mondi, traduzione di Pietro Leoni, collana Bestsellers Oscar n° 486, Arnoldo Mondadori Editore, 1995,  p. 228, ISBN 88-04-39596-6.